# José Ricardo de Sá Rego
José Ricardo de Sá Rego (? — ?) foi um político brasileiro.
Foi presidente das províncias de Minas Gerais, nomeado por carta imperial de 17 de junho de 1850, de 17 de julho de 1850 a 13 de janeiro de 1852, e do Rio de Janeiro, de 2 de maio a 19 de setembro de 1855 e de 16 de abril a 21 de setembro de 1861.